# Fliseryds socken
Fliseryds socken i Småland ingick i Handbörds härad, ingår sedan 1974 i Mönsterås kommun i Kalmar län och motsvarar från 2016 Fliseryds distrikt.
Socknens areal är 258,33 kvadratkilometer, varav land 250,00. År 2000 fanns här 1 535 invånare. Tätorten och kyrkbyn Fliseryd med sockenkyrkan Fliseryds kyrka ligger i socknen. 

## Administrativ historik
Fliseryds socken har medeltida ursprung.
Byarna Åsebo och Libbeböle överförde 1823 från Fliseryds till Högsby socken. 1933 överfördes Tjuståsa från Fliseryd till Döderhults socken.
Vid kommunreformen 1862 övergick socknens ansvar för de kyrkliga frågorna till Fliseryds församling och för de borgerliga frågorna till Fliseryds landskommun. Denna senare uppgick 1974 i Mönsterås kommun.
1 januari 2016 inrättades distriktet Fliseryd, med samma omfattning som församlingen hade 1999/2000.
Socknen har tillhört samma fögderier och domsagor som Handbörds härad. De indelta soldaterna tillhörde Smålands husarregemente, Staby skvadron, Överstelöjtnanets kompani och Kalmar regemente, Livkompanit samt båtsmännen som tillhörde Smålands båtsmanskompani.

## Geografi
Fliseryds socken ligger Emåns nedre lopp. Socknen är sjö- och skogrik slättbygd.

## Fornlämningar
Kända från socknen är några gravrösen och stensättningar från bronsåldern och äldre järnåldern samt några gravfält från yngre järnåldern. En fornborg finns på ett berg vid Högsrum.

## Krutbruket i Läggevi
Mellan 1741 och 1872 låg ett av kronans sex krutbruk på holmarna i Läggevi vid Emån. Den sista krutleveransen till Kronan gjordes år 1872, men tillverkningen fortsatte i privat regi av Läggevi gårds ägare till omkring år 1890.

## Namnet
Namnet (1311 Flisurydh) kommer från kyrkbyn. Förleden är flisa,'sten'. Efterleden är ryd, 'röjning'.

### Fotnoter
1. 1 2  Svensk Uppslagsbok andra upplagan 1947–1955: Fliseryd socken
2. 1 2  Harlén, Hans; Harlén Eivy (2003). Sverige från A till Ö: geografisk-historisk uppslagsbok. Stockholm: Kommentus. Libris 9337075. ISBN 91-7345-139-8
3. ↑  DMS 4:2 Handbörd Stranda
4. ↑  Administrativ historik för Fliseryd socken (Klicka på församlingsposten). Källa: Nationella arkivdatabasen, Riksarkivet.
5. ↑  Om Smålands båtsmanskompani privat sida
6. 1 2  Sjögren, Otto (1931). Sverige geografisk beskrivning del 2 Östergötlands, Jönköpings, Kronobergs, Kalmar och Gotlands län. Stockholm: Wahlström & Widstrand. Libris 9939
7. 1 2  Nationalencyklopedin
8. ↑  Fornlämningar, Statens historiska museum: Fliseryds socken
9. ↑  Fornminnesregistret, Riksantikvarieämbetet: Fliseryds socken Fornminnen i socknen erhålls på kartan genom att skriva in sockennamn (utan "socken") i "Ange geografiskt område"
10. ↑  Mannervik, Gunnar: Salpetersjudandet i Lau, 2016. http://www.lau.se/sv/historia/lau-i-aldre-tider/salpetersjudandet-i-lau Arkiverad 19 oktober 2020 hämtat från the Wayback Machine.
11. ↑  Nilsson,Jonny; Stranda Hembygdsförening, 2014; ”Arkiverade kopian”. Arkiverad från originalet den 26 december 2016. https://web.archive.org/web/20161226074929/http://www.monsteras.se/Kommuninformation/Fakta-om-Moensteraas/Historia/Fliseryds-socken. Läst 7 juni 2017.
12. ↑  Tärnfors, Martin: Historik över Fliseryds socken, 2009; http://monsterasbloggen.blogspot.se/2009/10/krutspar-i-krutmagasinen-i-fliseryd.html
13. ↑  Mats Wahlberg, red (2003). Svenskt ortnamnslexikon. Uppsala: Institutet för språk och folkminnen. Libris 8998039. ISBN 91-7229-020-X. https://isof.diva-portal.org/smash/get/diva2:1175717/FULLTEXT02.pdf